# Communauté de communes Portes de la Creuse en Marche
Die Communauté de communes Portes de la Creuse en Marche ist ein französischer Gemeindeverband mit der Rechtsform einer Communauté de communes im Département Creuse in der Region Nouvelle-Aquitaine. Sie wurde am 1. Januar 2014 gegründet und umfasst 16 Gemeinden (Stand: 1. Januar 2019). Der Verwaltungssitz befindet sich im Ort Genouillac.

## Historische Entwicklung
Zum 1. Januar 2019 bildeten die ehemaligen Gemeinden Linard und Malval die Commune nouvelle Linard-Malval. Dadurch verringerte sich die Anzahl der Mitgliedsgemeinden auf 16.

## Mitgliedsgemeinden
| Gemeinde                                             | Einwohner 1. Januar 2022 | Fläche km² | Dichte Einw./km² | Code INSEE | Postleitzahl |
| ---------------------------------------------------- | ------------------------ | ---------- | ---------------- | ---------- | ------------ |
| Bonnat                                               | 1.354                    | 45,79      | 30               | 23025      | 23220        |
| Champsanglard                                        | 255                      | 13,64      | 19               | 23049      | 23220        |
| Châtelus-Malvaleix                                   | 545                      | 14,97      | 36               | 23057      | 23270        |
| Genouillac                                           | 724                      | 35,76      | 20               | 23089      | 23350        |
| Jalesches                                            | 94                       | 8,45       | 11               | 23098      | 23270        |
| La Cellette                                          | 251                      | 21,48      | 12               | 23041      | 23350        |
| La Forêt-du-Temple                                   | 143                      | 7,72       | 19               | 23084      | 23360        |
| Linard-Malval                                        | 207                      | 16,63      | 12               | 23109      | 23220        |
| Lourdoueix-Saint-Pierre                              | 720                      | 44,73      | 16               | 23112      | 23360        |
| Méasnes                                              | 525                      | 27,63      | 19               | 23130      | 23360        |
| Mortroux                                             | 276                      | 13,28      | 21               | 23136      | 23220        |
| Moutier-Malcard                                      | 558                      | 25,81      | 22               | 23139      | 23220        |
| Nouziers                                             | 250                      | 14,33      | 17               | 23148      | 23350        |
| Roches                                               | 371                      | 25,55      | 15               | 23162      | 23270        |
| Saint-Dizier-les-Domaines                            | 203                      | 15,89      | 13               | 23188      | 23270        |
| Tercillat                                            | 154                      | 13,64      | 11               | 23252      | 23350        |
| Communauté de communes Portes de la Creuse en Marche | 6.630                    | 345,30     | 19               | –          | –            |